# Camille Chautemps
Pour les articles homonymes, voir Chautemps.
Camille Chautemps, né le 1er février 1885 à Paris (Seine) et mort le 1er juillet 1963 à Washington, D.C. (États-Unis), est un homme d'État français. Il est plusieurs fois président du Conseil des ministres sous la IIIe République.

## Biographie

### Famille et formation
Gabriel Camille Chautemps naît le 1er février 1885 au 87 rue de Turbigo, dans le 3e arrondissement de Paris. Il est le fils de François Émile Chautemps, médecin, conseiller municipal de Paris et conseiller général de la Seine, et de Marie Rosalie Félicie Aimable Blanche Chevallier, sans profession. Il est aussi le frère de Félix Chautemps et le neveu d'Alphonse Chautemps. Comme ses frères, il est élève au lycée Marceau de Chartres, puis diplômé de la faculté de droit de Paris. Il est initié franc-maçon le 8 décembre 1906 aux Démophiles (Grand Orient de France), à Tours. Il sera accusé par l'extrême droite d'être un instrument de la maçonnerie et présenté comme étant un haut gradé à la suite d'une erreur de l'abbé Tourmentin, qui le désigne comme un 32° du Rite écossais.

### Parcours politique
Il entre au conseil municipal de Tours en 1912, devient député radical-socialiste d’Indre-et-Loire en 1919 et le reste jusqu’en 1928. Il est ensuite élu député du département de Loir-et-Cher de 1928 à 1934, puis sénateur de ce même département de 1934 à 1940 (sur l'aile droite du parti), maire de Tours de 1919 à 1925, plusieurs fois ministre (1924 à 1926), il devient président du Conseil de la Troisième République en 1930 et de novembre 1933 à janvier 1934, appelé par Albert Lebrun.
Il démissionne de la présidence du Conseil à cause de l'affaire Stavisky car Camille Chautemps est fortement soupçonné d'avoir été le protecteur occulte de l'escroc, ce qui signifie avoir été le principal bénéficiaire des multiples escroqueries commises par Stavisky. André Tardieu, ancien président du Conseil, résume ainsi, en 1937, la protection dont a bénéficié Stavisky : « Le résultat ? Ce sera sept années durant, le maintien en liberté […] d’un escroc condamné ; les certificats médicaux de complaisance acceptés sans examen par le parquet et par le siège ; les dix-sept remises [de peine] scandaleuses, permettant de continuer l’escroquerie ; l’acquittement des gros complices comme Bardi de Fourtou ; les incroyables lenteurs de la police et de la justice devant le scandale découvert ; la fuite paisible d’un coupable, que tous les services connaissaient ; et la mort mystérieuse du fuyard entre des policiers armés ».
Son implication dans le scandale Stavisky n'empêche aucunement Camille Chautemps de devenir ministre d'État du Front populaire en 1936, puis il succède à Léon Blum de juin 1937 à mars 1938 à la tête du gouvernement.
À partir de 1938, tentant de poursuivre l'expérience du Front populaire, il procède à la nationalisation des chemins de fer et à la création de la SNCF. Il se retire deux jours après l'Anschluss. Cette démission fut de sa propre initiative, sans que le Parlement n'ait mis en cause sa responsabilité : ce départ illustre très bien l'impossibilité pour les institutions françaises de l'époque de faire face à une crise internationale.
Il est vice-président du Conseil des gouvernements Édouard Daladier, puis du gouvernement Paul Reynaud, au sein duquel il pèse en faveur de l'armistice,.
Il fait partie du gouvernement de Philippe Pétain jusqu'au 10 juillet 1940.
Franc-maçon, trente-troisième degré du Rite écossais ancien et accepté et membre de son Suprême conseil, quand, le 13 août 1940, est promulguée la loi portant interdiction des associations secrètes et obligeant les fonctionnaires et les agents de l’État à souscrire une déclaration à leur sujet, Chautemps déclare à Pétain son allégeance à la franc-maçonnerie.

### Départ aux États-Unis et fin de parcours
En novembre 1940, chargé d'une mission officieuse, il part pour Washington, D.C., et choisit d'y demeurer jusqu'en 1944, date à laquelle il gagne l'Afrique française du Nord. Malgré les protestations écrites qu'il a émises contre les rafles de juifs, il est, dans le cadre de l'épuration, condamné en mars 1947 par contumace à cinq ans de prison par la Haute Cour,. Il bénéficie d'un décret d'amnistie en 1954. Il partage alors sa vie entre Paris et Washington, D.C., où réside sa famille.
Il repose au Rock Creek Cemetery de Washington, D.C.

### Domaine sportif
Dans sa jeunesse, il est un joueur de rugby à XV évoluant au poste de pilier. Après avoir débuté en 1920 avec l'Union sportive Tours rugby, il rejoint l'équipe première senior du Stade français. Le 12 janvier 1938 — par décret, dans sa fonction de président du Conseil et malgré l'opposition de son sous-secrétaire d'État aux sports, aux loisirs et à l’éducation physique —, il accorde l'agrément du gouvernement (S.A.G. : Société agréée par le gouvernement) à la Ligue française de rugby à XIII, agrément qui lui était refusé depuis sa création en avril 1934.
Adepte de la pratique du ski, il préside les championnats du monde de ski alpin 1937 à Chamonix.

### Mariages et descendance
Marié le 18 décembre 1909 à Chacé (Maine-et-Loire) avec Renée Landais, fille d'Émile Landais, maire de Chacé et conseiller général radical du Maine-et-Loire, il est notamment le père de Jean Chautemps, journaliste et rédacteur en chef du Midi Libre, et de Claude Chautemps, pilote de guerre puis pilote d'essais au CEV.
Le 28 juin 1939 à Neuilly-sur-Seine (Seine), il épouse Juliette Claudine Eugénie Durand en secondes noces.

## Détail des fonctions et mandats politiques

### Groupe politique
- Parti radical (1919-1934)
- Gauche démocratique (1934-1940)

### Mandat local
- Maire de Tours de 1919 à 1925

### Mandat parlementaire
- Député d'Indre-et-Loire (1919-1928)
- Député de Loir-et-Cher (1929-1934)
- Sénateur de Loir-et-Cher (1934-1940)

### Fonctions ministérielles
- Ministre de l'Intérieur de juin 1924 à avril 1925
- Ministre de la Justice d'octobre 1925 à novembre 1925
- Ministre de l'Intérieur de novembre 1925 à mars 1926
- Ministre de l'Intérieur du 19 au 21 juillet 1926
- Ministre de l'Intérieur du 21 février au 2 mars 1930
- Ministre de l'Intérieur du 3 juin au 30 janvier 1934
- Ministre de l'Instruction publique et des Beaux-arts de décembre 1930 à janvier 1931
- Ministre des Travaux publics de janvier à juin 1936
- Ministre d'État de juin 1936 à juin 1937
- Président du Conseil
  - du 21 fév. 1930 au 25 fév. 1930
  - du 26 nov. 1933 au 27 jan. 1934
  - du 29 juin 1937 au 14 jan. 1938
  - du 18 jan. 1938 au 10 mars 1938
- Vice-président du Conseil et Coordination des Services
  - du 12 avr. 1938 au 11 mai 1939
  - du 11 mai 1939 au 14 sept. 1939
  - du 14 sep. 1939 au 20 mars 1940
  - du 20 mars 1940 au 16 juin 1940
- Ministre d'État, vice-président du Conseil
  - du 16 juin 1940 au 10 juillet 1940

## Publication
- Camille Chautemps, Cahiers secrets de l'Armistice, Plon, 1963, 330 p. (présentation en ligne).

## Honneurs
- Chevalier grand-croix de l'ordre royal de Victoria (Royaume-Uni), décerné le 20 juillet 1938[20]
- Plusieurs toponymes à Tours, La Chapelle-Saint-Luc, Le Tampon et Selles-sur-Cher.